# Erythrogenys mcclellandi
Az Erythrogenys mcclellandi a madarak osztályának verébalakúak (Passeriformes) rendjébe és a timáliafélék (Timaliidae) családjába tartozó faj.

## Rendszerezése
A fajt Henry Haversham Godwin-Austen brit ornitológus írta le 1870-ben, a Pomatorhinus nembe Pomatorhinus mcclellandi néven, egyes szervezetek jelenleg is ide sorolják.

## Előfordulása
Dél- és Délkelet-Ázsiában, Banglades, Bhután, India és Mianmar területén honos. Természetes élőhelyei a szubtrópusi és trópusi síkvidéki és hegyi esőerdők, valamint cserjések. Állandó, nem vonuló faj.

## Megjelenése
Testhossza 23 centiméter, testtömege 47-61 gramm.
|  |

## Természetvédelmi helyzete
Az elterjedési területe nagyon nagy, egyedszáma pedig növekszik. A Természetvédelmi Világszövetség Vörös listáján nem fenyegetett fajként szerepel.